# 徐河之战
徐河之战是北宋于端拱二年（989年）为了防止辽军偷袭运粮队而在徐河发起的一场阻击战。战役最终以宋军胜利并成功地将辽军驱逐出境告终，此后数年内辽军均没有再有进犯。

## 战役背景
唐河之战后，双方阵地暂时风平浪静。
989年6月，宋威虏军（治所位于河北遂城，在今河北徐水县以西二十五里）粮草匮乏，辽军得知这一情况后准备将此地攻袭到手。赵光义下令让保顺軍节度使、侍衛親軍司馬軍都指揮使、定州路都部署李继隆率领镇州、定州两地宋军运送上千车粮草前往支援威虏军。

## 战役准备

### 辽
作为本次战役的主攻方，耶律休哥此次率领的是数万人的骑兵部队。

### 北宋
宋军方面，除去李继隆的大型运粮队之外，还有前来负责护送任务的洛苑使、充北面缘边都巡检使尹继伦部一千余人。

## 战役经过
宋辽两军在半路上不期而遇，但是辽军完全无视赶来的尹继伦部，直接奔向李继隆的运粮队。这样一来，急于求成的辽军就把尹继伦部放到了自己的后面。
看到了这样的情况后，尹继伦对部下进行了动员，指出如果辽军在前面得手，返回的路上己方将毫无招架之力，与其坐以待毙不如就此发动追击。宋军将士表示赞同。在整顿之后，当天晚上尹继伦率部手持轻型武器偷偷跟在了辽军后面。在行进了数十里地之后，到了唐州的徐河，天还没亮，此时的辽军距离运粮队还剩下四五里地。尹继伦率部在徐河城北列阵等待辽军到来。这时候辽军开始吃饭，正在吃的时候，尹继伦的部队突然发动袭击，辽军大乱。耶律休哥没来得及吃完，就丢下餐具开始逃跑，被短兵器重伤胳膊，随即乘坐快马跑远了。而此时其余的辽军看到了远处赶来支援的李继隆部，瞬间溃不成军，为了逃命自相踩踏而死的不计其数。李继隆和凉州观察使、殿前司都虞候、镇州副都部署范廷召从徐河追击辽军十几里，俘获大批辽军。
宋辽两军在徐河附近激战的同时，容州观察使、殿前司都虞候、定州行营副部署孔守正率部与辽军在曹河附近的斜村鏖战，斩杀对方将领大盈等人。

## 战役影响
偷袭失败反被偷袭，使得辽军此后士气大挫，此后很长时间内辽军都没有再南下过。由于尹继伦肤色较黑，以至于辽军有内部传言称：“小心黑脸大王。”
反观宋军，此次反偷袭成功并没有给宋军的整体带来多大影响，尹继伦随后被授予領长州刺史，但还是像以前一样巡检边境。